# Rauvolfia sellowii
Rauvolfia sellowii är en oleanderväxtart som beskrevs av Müll. Arg.. Rauvolfia sellowii ingår i släktet Rauvolfia och familjen oleanderväxter. Inga underarter finns listade i Catalogue of Life.